# 三浦義和
三浦 義和（みうら よしかず、宝暦2年（1752年） - 文政7年（1824年）7月）は、江戸時代の旗本。三浦義如の2男、母は不詳。通称は峯之丞、左膳、五郎左衛門、官位は従五位下、相模守、和泉守。妻は長田阿波守の養女、養子に三浦義質（実弟）、女子（一色政方の娘）、女子（大原正純の娘）がいる。

## 家系
- 相模三浦氏一族。詳しくは「三浦浄心#子孫」を参照。

### 祖父 - 三浦 義周
三浦 義周（みうら よしちか）は、江戸時代の旗本。子に安祥院（徳川家重の側室、徳川重好の母）、三浦義如。法名は浄慶、通称は五郎左衛門。延享2年（1745年）に徳川吉宗に出仕して500石の旗本寄合席に列する。寛延3年（1750年）1月8日に68歳で死去。

### 父 - 三浦 義如
三浦 義如（みうら よしゆき）は、江戸時代の旗本。通称は峯之丞、左膳、五郎左衛門、靱負。法名は浄徹。妻は村越正幸の娘。子は三浦友松（夭折）、三浦義和、三浦義質、三浦義富、他女子5人。寛延3年（1750年）に家督を相続し、様々な役職を歴任した。安永7年（1778年）5月2日に死去、享年60。

## 生涯
明和5年（1768年）12月5日、初めて徳川家治に御目見し、安永2年（1773年）5月7日には小納戸となり、12月16日に布衣の着用を許された。安永7年（1778年）閏7月7日に家督を相続する（この時27歳）。安永8年（1779年）、徳川家基の死に際して4月18日に旗本寄合席に列した。天明元年（1781年）4月21日に小納戸に復帰、天明3年（1783年）2月7日に西丸小姓に、次いで天明6年（1786年）閏10月7日には江戸城勤務となり、12月18日に従五位下相模守に叙された。天明7年（1787年）8月8日には放鷹（ほうよう）に参加して鳥を射止め、時服を賜っている。寛政5年（1793年）11月7日、小十人頭となった。享和元年（1801年）4月18日に先手鉄砲頭、文化12年（1815年）12月12日に西丸持弓頭、文政3年（1820年）7月8日に槍奉行となり、文政7年（1824年）7月に死去した。
弟の三浦義質が養子となった。